# Cześć, wszechświecie
Cześć, wszechświecie (ang. Hello, Universe) – powieść dla dzieci amerykańsko-filipińskiej pisarki Erin Entrady Kelly, po raz pierwszy wydana 14 marca 2017 r. na terenie Stanów Zjednoczonych nakładem wydawnictwa Greenwillow Books. Historia opowiadana jest z czterech przeplatających się perspektyw – dwóch chłopców i dwóch dziewcząt, w której ważnymi elementami są przyjaźń, odwaga i samoakceptacja. W 2018 r. Cześć, wszechświecie otrzymało Medal Johna Newbery’ego. 

## Fabuła
Historia opowiadana jest z punktu widzenia czterech narratorów. Virgil Salinas, pochodzenia filipińsko-amerykańskiego, jest nieśmiałym i cichym chłopcem. Kaori Tanaka, amerykańsko-japońska dziewczynka, aspiruje do bycia medium i jest nieustannie śledzona przez swoją młodszą siostrę Gen. Niesłysząca Valencia Somerset odznacza się mądrością i odwagą, kocha przyrodę, ale jednocześnie jest samotna. Chet Bullens, szkolny łobuz, chciałby, aby te dziwaki zachowywały się normalnie, dzięki czemu będzie mógł skupić się na koszykówce. Akcja rozgrywa się w ciągu jednego letniego dnia. W wyniku kawału Cheta Virgil wraz ze swoją świnką morską trafiają na dno studni. Kaori, Gen oraz Valencia wyruszają, aby odnaleźć chłopca. Ostatecznie dzięki szczęściu, odwadze, sprytowi i małej pomocy wszechświata ich misja kończy się szczęśliwie, a ich przyjaźń zaczyna kwitnąć.

## Tło
W czasie pisania powieści Erin Entrada Kelly czerpała z własnych doświadczeń szkolnych. W wywiadzie wyznała, że w gimnazjum była samotniczką, osobą wrażliwą, jednocześnie także jedynym uczniem pochodzenia filipińskiego. Odmienność etniczna i cechy charakteru powodowały, że często stawała się obiektem zastraszania. Ucieczkę przed negatywnymi emocjami znalazła w lekturze książek. Jako pisarka postanowiła, że jej twórczość stanie się taką samą ostoją dla czytelników z podobnymi problemami.

## Odbiór

### Recenzje
Książka spotkała się z bardzo pozytywnym przyjęciem, w tym kilkoma recenzjami z gwiazdkami (oznaczenie przyznawane książkom wyróżniającym się walorami literackimi). Recenzenci zwrócili uwagę na dobrze napisane i różnorodne postaci oraz wciągającą fabułę. W recenzji z gwiazdką „Kirkusa” napisano o „niezwykle dobrze opracowanych punktach widzenia” czterech narratorów. W bardziej mieszanej recenzji Sarah Hannah Gomez, pisząca dla „Horn Book Magazine”, stwierdziła: „chociaż zakończenie może być nieco zbyt uporządkowane, życie wewnętrzne każdego z dzieci jest odmienne i każde z nich brzmi prawdziwie”. Różnorodność prezentowaną przez bohaterów i powściągliwy sposób, w jaki została ona potraktowana, stała się również elementem docenionym w kilku recenzjach, w tym w publikacji Angie Bayne dla „Jefferson City News Tribune”: „różnorodność nie jest traktowana jako wątek fabularny, ale po prostu rzeczywistość”.
W kilku recenzjach komentowano atrakcyjność Cześć, wszechświecie. Michelle Shaw pisząca dla „School Library Journal” napisała, że: „czytelnicy na całym świecie będą tłumnie sięgać po tę książkę, w której prawie każdy znajdzie coś dla siebie”, natomiast w wyróżnionej gwiazdką recenzji „Booklist” stwierdzono, że „czytelnicy natychmiast pogrążą się w lekturze”.

### Wyróżnienia
W lutym 2018 r. ogłoszono, że Cześć, wszechświecie otrzymało Medal Johna Newbery’ego. Komisja selekcyjna zauważyła, że książka została „po mistrzowsku napisana z wykorzystaniem zmieniających się punktów widzenia”, dodała także, że „ta nowoczesna opowieść drogi mieni się humorem i autentycznymi emocjami”.
W 2019 r. niemieckie wydanie Cześć, wszechświecie zostało uhonorowane nagrodą Deutscher Jugendliteraturpreis.

### Przekłady
Cześć, wszechświecie została przetłumaczona, między innymi na język rumuński, hiszpański, włoski, niemiecki, wietnamski, portugalski, litewski, perski, rosyjski, słoweński, francuski, węgierski, koreański, chiński i turecki.
W Polsce powieść ukazała się 29 marca 2022 r. nakładem Społecznego Instytutu Wydawniczego „Znak” w przekładzie Anny Kłosiewicz.